# Likoma (stad)
Likoma is een stad in Malawi en is de hoofdplaats van het gelijknamige district Likoma. Het bekendste bouwwerk van Likoma is de Anglicaanse kathedraal uit 1911.

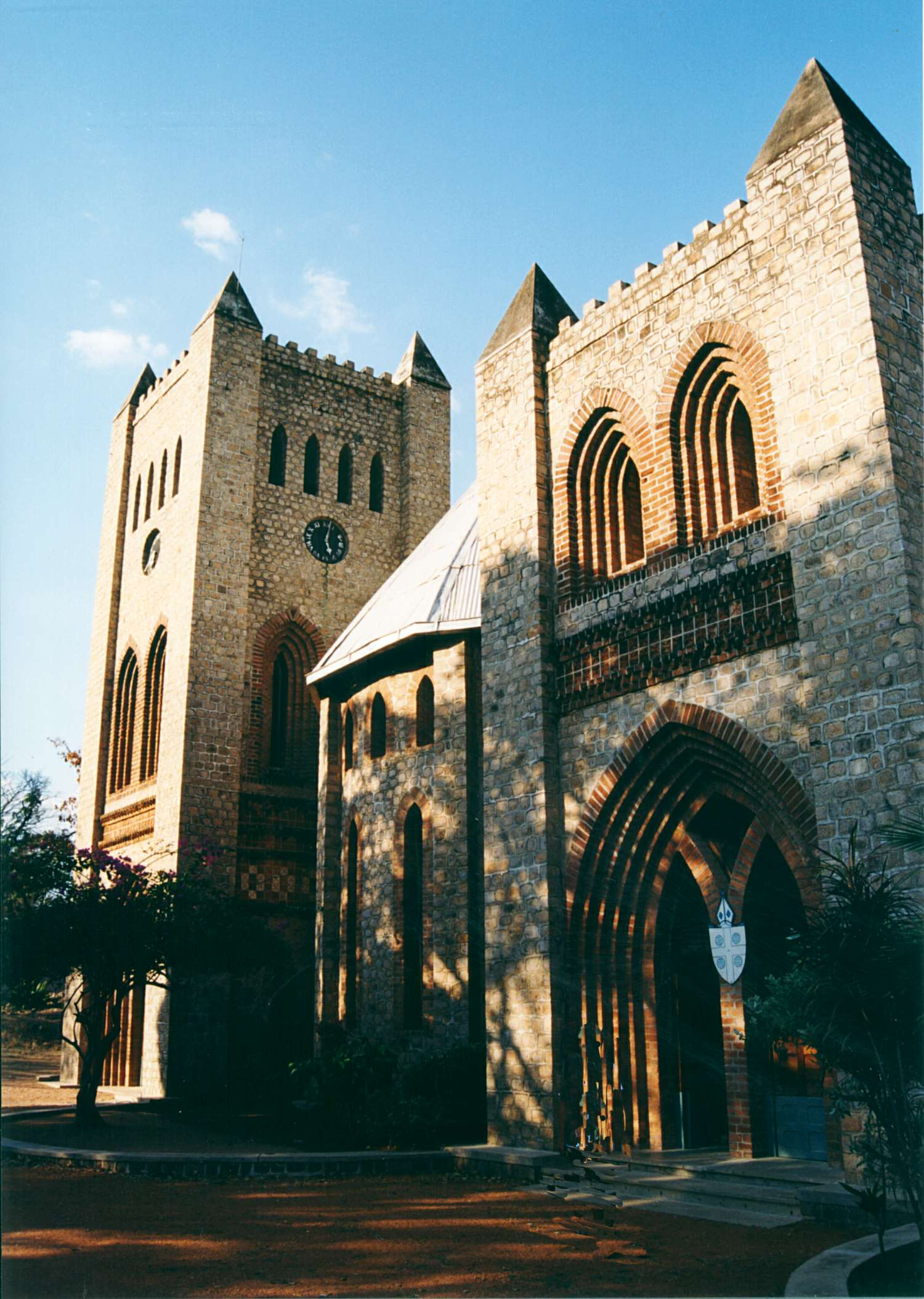
St. Peters' church